# Байба Браже
Байба Браже (на латвийски: Baiba Braže) е латвийска дипломатка. От 19 април 2024 г. е министър на външните работи на Латвия.

## Биография
Родена е на 4 декември 1966 г. в град Рига, Латвийска ССР, СССР. Учи в престижното средно училище № 2 в Рига. Записва се на спорт, като нейна треньорка по хвърляне на копие е Валентина Ейдука. През 1990 г. завършва Юридическия факултет на Латвийския университет, а през 2002 г. получава магистърска степен от Латвийския университет.
От 1996 до 1998 г. тя е първи секретар на постоянната мисия на Латвия към ООН в Ню Йорк, а от 1998 до 1999 г. е външнополитически съветник на министър-председателя Вилис Крищопанс. От 2003 до 2008 г. е посланик на Латвия в Нидерландия. От 2008 до 2011 г., докато нейният съпруг Тяко Т. ван ден Хоут е посланик на Нидерландия в Тайланд, Лаос, Камбоджа и Мианмар, тя живее в Тайланд, където учи будизъм, език и краезнание в университета „Чулалонгкорн“ в Банкок. От 2015 до 2016 г. е посланик на Латвия на непълно работно време в Индонезия. От 2016 до 2020 г. е посланик на Латвия във Великобритания. От 2020 до 2023 г. тя е заместник по публичната дипломация на генералния секретар на НАТО – Йенс Столтенберг. От 2023 до 2024 г. е посланик на МВнР със специални поръчения.
На 19 април 2024 г. на извънредно заседание Сеймът на Латвия одобрява Байба Браже за министър на външните работи на Латвия в правителството, ръководено от министър-председателката Евика Силиня. За назначаването ѝ гласуват 66 депутати. Подкрепена е от управляващата коалиция, както и от опозиционните „Обединена листа“ и „Латвия на първо място“. Опозицията от „Национално обединение“ и „Стабилност!“ гласуват против. Тя е заменена от Кришянис Каринш, който подава оставка, след като срещу него е образувано наказателно дело, което гласи, че е наемал частни бизнес самолети за работни срещи.